# Chiesa di Santa Maria della Pace a Sigliano
La chiesa di Santa Maria della Pace è un edificio sacro che si trova in località Sigliano a Pieve Santo Stefano.

## Storia e descrizione
Terminata e consacrata nel 1921 dal vescovo di Sansepolcro monsignor Pompeo Ghezzi, è insignita del grado di basilica minore. Situata in posizione collinare, si affaccia a mezzacosta in posizione panoramica sul Lago di Montedoglio, a 451 m s.l.m..
La struttura della basilica è un curioso esempio di eclettismo architettonico in stile neobizantino, su progetto dell'architetto veneziano Giuseppe Torres. È sorta sul luogo occupato un tempo dall'antica pieve di Sigliano, dedicata a San Pietro fino al XVI secolo e poi ricordata come pieve di Santa Maria (1566). Nel 1593 passò sotto il patronato dei conti di Montedoglio e dei nobili Della Stufa e nel 1797 venne eretta a prepositura dal vescovo di Sansepolcro monsignor Roberto Costaguti. Venne distrutta da un terremoto nel 1919 e ricostruita, con grande impegno dell'allora parroco Don Alessandro Bartolomei le cui spoglie giacciono sotto alla pedana dell'ingresso, riutilizzando le pietre della chiesa distrutta.
Un cippo funerario con iscrizione latina ritrovato nel suo sottosuolo e ora inserito nel parapetto in pietra della scalinata di ingresso della basilica attesta come fosse un luogo di culto anche per i romani. Sul muro destro dell'entrata è anche ben visibile una scena di caccia lapidea scolpita su pietra serena locale, altro reperto di epoca romana.

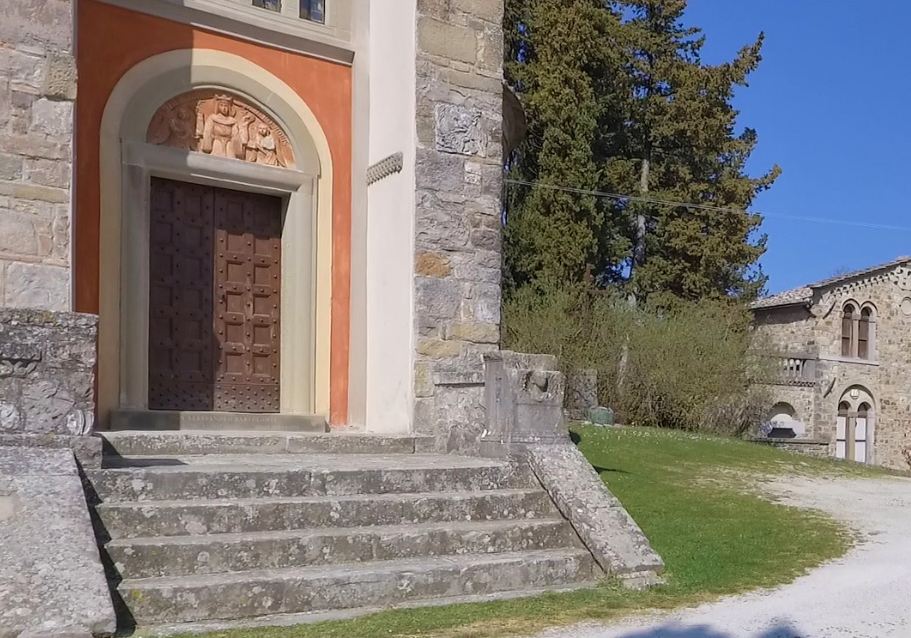
Particolare dell'ingresso con cippo funerario di bambino e scena di caccia lapidea di epoca romana
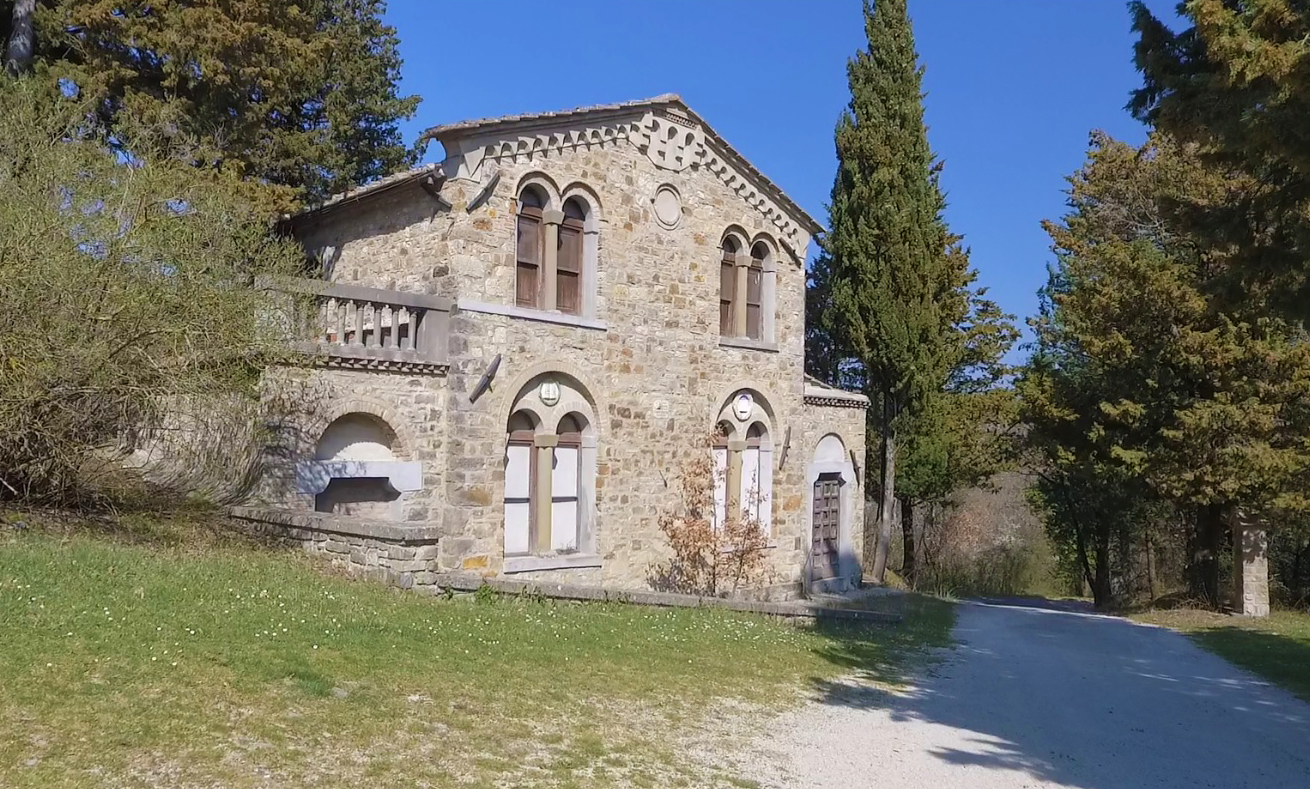
Scuola, Sigliano